# Praça do Ó
A Praça do Ó, também conhecida como Praça São Perpétuo, é uma praça situada no bairro da Barra da Tijuca, na Zona Oeste da cidade do Rio de Janeiro. Localiza-se na Avenida Lúcio Costa, em frente à Praia da Barra da Tijuca e nos limites do sub-bairro do Jardim Oceânico.
É conhecida por proporcionar um ambiente rico em diversidades e por ser um dos principais pontos de prática de skate no bairro. Nos domingos, a praça conta com uma feira de artesanatos, onde o público pode encontrar roupas, acessórios, artigos de decoração e artes à venda. Já nas terças-feiras, uma feira direcionada para produtos orgânicos é organizada. Atualmente, cogita-se a construção de um estacionamento subterrâneo sob a praça.

## Pistas de skate
No dia 14 de novembro de 2018, foi inaugurada na Praça do Ó uma pista de skate de padrão olímpico específica para a modalidade Park. A pista, que custou R$ 600 mil, foi feita por meio de parceria público-privada entre a Rio de Negócios, a Oi, o Governo do Estado do Rio de Janeiro e a Prefeitura da Cidade do Rio de Janeiro. Seu projeto executivo foi concebido pela Rio Ramp Design, escritório de arquitetura especializado em construção de pistas de skate, e contou com a contribuição de skatistas brasileiros como Bob Burnquist e Pedro Barros. A pista foi construída em virtude da realização do Oi STU Open 2018, uma competição de skate que contemplou as modalidades Park e Street. A Praça do Ó também conta com uma pista de skate para a modalidade Street que, após ser reformada por ocasião da realização do STU Open, passou a contar com novos obstáculos.
O Oi STU Open 2018, realizado entre os dias 14 e 18 de novembro de 2018, foi a última etapa do Circuito Brasileiro de Skate e uma das etapas do Campeonato Mundial das modalidades Park e Street. Após a realização do STU Open, foram conhecidos os integrantes da seleção brasileira de skate de 2019.
Em 2022, foi palco do STU Open 2022, onde as brasileiras Rayssa Leal e Pâmela Rosa ocuparam o pódio.